# Eqinyao
Eqinyao (kinesiska: 耳沁尧, 耳沁尧乡) är en socken i Kina. Den ligger i den autonoma regionen Inre Mongoliet, i den norra delen av landet, omkring 94 kilometer väster om regionhuvudstaden Hohhot.
Genomsnittlig årsnederbörd är 573 millimeter. Den regnigaste månaden är juli, med i genomsnitt 162 mm nederbörd, och den torraste är januari, med 2 mm nederbörd.